# 大寮拷潭保福宮
大寮拷潭保福宮，位於中華民國高雄市大寮區拷潭里的一間大道公廟，主奉閩南醫神保生大帝（大道公）。

## 歷史沿革
清朝時期，先民自中國大陸攜保生大帝大、二、三大帝的金身來台，初始奉祀於土埆厝內。根據《鳳山縣采訪冊》所記：道光廿一年（1841）武生簡敬心募建，光緒四年（公元1878年）簡逢春修建，後歷經改建。廟埕上曾有一株三百多歲的古榕樹，民國六十六年被賽洛瑪颱風吹倒。
該廟創建時間在《臺灣省通志》另有記載，該廟於南明永曆年間創建，日治大正八年（公元1919年）重修。約在大正元年（公元1912年）由拷潭村，內坑村民自由樂捐重建廟宇。皇民化運動時期，日本殖民當居四處拆除漢人廟宇，燒毀神像，拷潭村（今拷潭里）幸有一信徒（名黃春）將保生大帝神像藏在村中一直到公元1945年（民國三十四年）中華民國接管臺灣。現今廟貌為民國八十年再度重建，此乃第三次建造。

## 祀神
- 正殿：保生大帝、註生娘娘、福德正神、中壇元帥、虎爺
- 太歲殿：太歲星君